# جيل كوردز
جيل كوردز (بالإنجليزية: Jill Cordes)‏ هي صحفية أمريكية، ولدت في 29 ديسمبر 1969 في بولمان في الولايات المتحدة.

## وصلات خارجية
- جيل كوردز على موقع IMDb (الإنجليزية)
- جيل كوردز على موقع قاعدة بيانات الفيلم (الإنجليزية)